# Gertrud Bing
Gertrud Bing (Hambourg, 7 juin 1892 - Londres, 3 juillet 1964) est une historienne de l’art allemande.

## Biographie
Diplômée de l'université de Hambourg, Gertrud Bing collabore à partir de 1921-1922 avec Aby Warburg à Hambourg, puis à partir de 1933-1934 à Londres. En 1955, succédant à Fritz Saxl (1890-1948) et à Henri Frankfort (1897-1954), elle prend la direction du Warburg Institute, qui a été annexé en 1944 à l’université de Londres. En 1959, elle prend sa retraite. Elle meurt en 1964, laissant inachevée une biographie de Warburg à laquelle elle a travaillé pendant plusieurs décennies.